# Myrtle Stedman

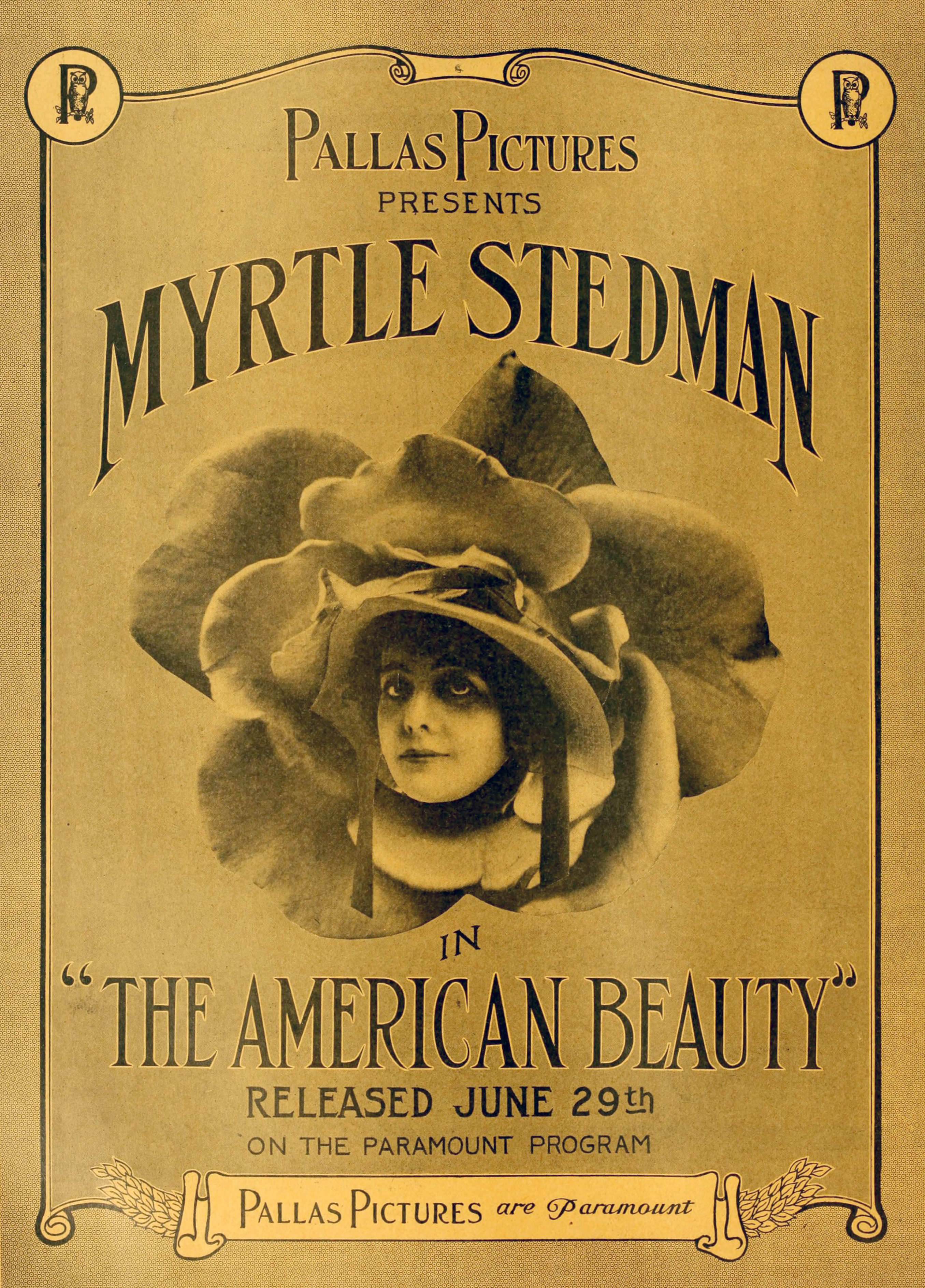
The American Beauty (1916)

Myrtle Stedman (Chicago, 3 de marzo de 1883-Hollywood, 8 de enero de 1938) fue una actriz cinematográfica estadounidense, cuya carrera inició en 1910 con primeros papeles en el cine mudo, prosiguiendo la misma más adelante como actriz de carácter. 

## Biografía
Nacida en Chicago, Illinois, se educó en una escuela femenina de la ciudad. Stedman inició su carrera artística en Chicago actuando en óperas ligeras y en comedias musicales, habiendo entrenado su voz en Francia, bajo la tutela de Marchesi. Durante cuatro temporadas cantó en el musical The Isle of Spice y en la opereta El Soldado de Chocolate. Durante un año también actuó en el Teatro Whitney de Chicago, y fue una prima donna de la Chicago Grand Opera Company. En julio de 1917 actuó en el New T&D Theater, el Eleventh, y en Oakland, California.
Sus primeras actuaciones cinematográficas fueron de la mano de Selig Studios en cortos de género western y de acción. Entre sus largometrajes figuran Flaming Youth, The Valley of the Moon, The Dangerous Age, y The Famous Mrs. Fair. En 1936 fue contratada por Warner Brothers para interpretar pequeños papeles y hacer de extra. Su último film fue Accidents Will Happen, en 1938.
Myrtle Stedman falleció a causa de un ataque cardiaco en Hollywood, California, en 1938. Tenía 54 años de edad. Fue enterrada en el Cementerio Inglewood Park de Inglewood (California). Su marido, Marshall Stedman, fue director de una escuela dramática. Se divorciaron en 1920. Su hijo, Lincoln Stedman, fue un prolífico actor de carácter de la época del cine mudo.